# Weinbau in Belgien

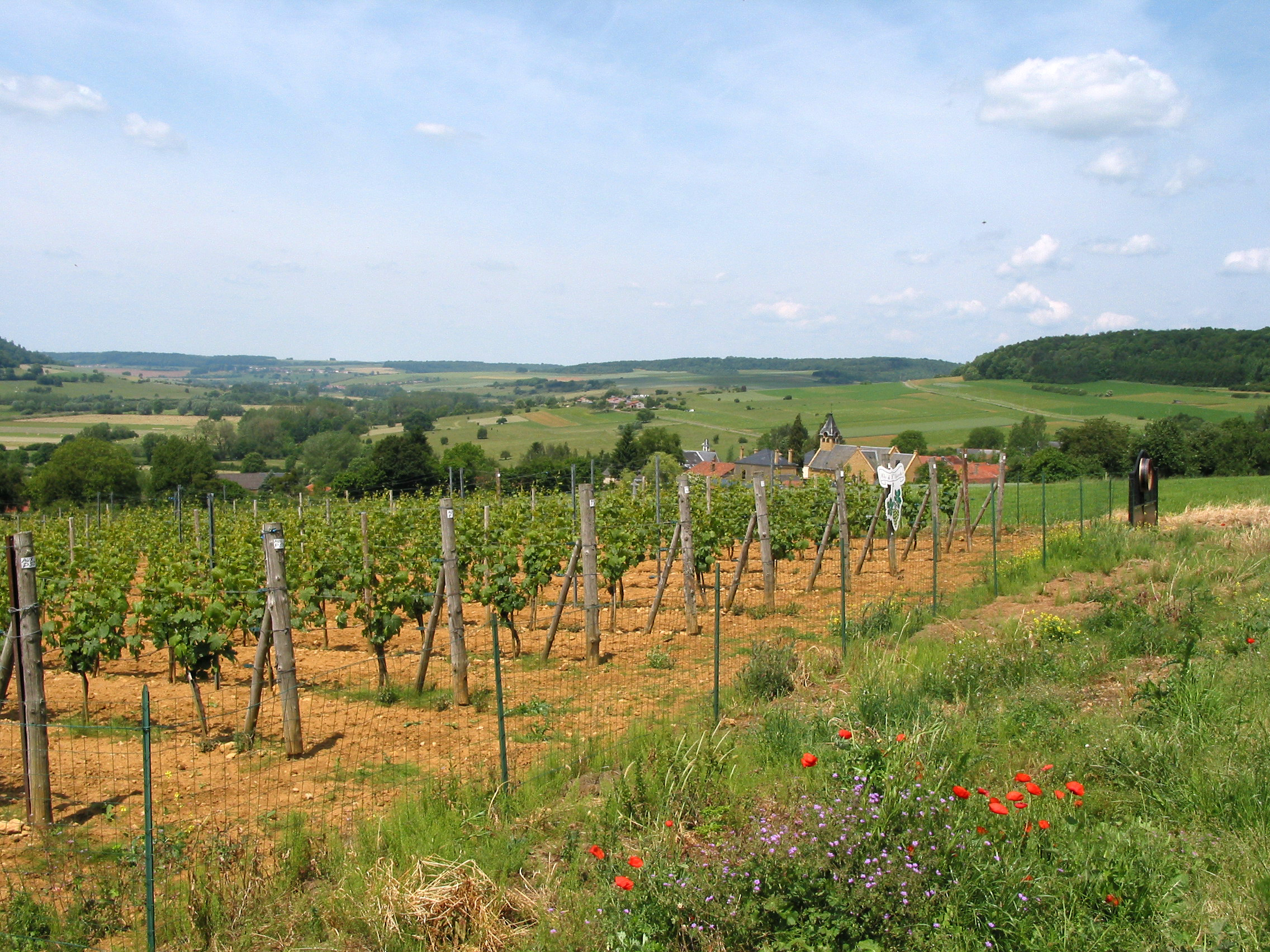
Rebanlage bei Torgny im südlichen Belgien

Der Weinbau in Belgien hat trotz seiner geringen wirtschaftlichen Bedeutung eine lange Tradition. Die Belgier zählen seit jeher zu den besten Abnehmern französischer Weine aus Bordeaux, Burgund und der Champagne. Trotz der nördlichen Lage werden in bescheidener Menge auch belgische Weine hergestellt. Die erzeugte Menge stieg zwischen 2004 und 2006 von 1400 hl auf über 4000 hl und entwickelte sich somit deutlich schneller als noch zu Anfang des 21. Jahrhunderts angenommen.

## Weinbauregionen

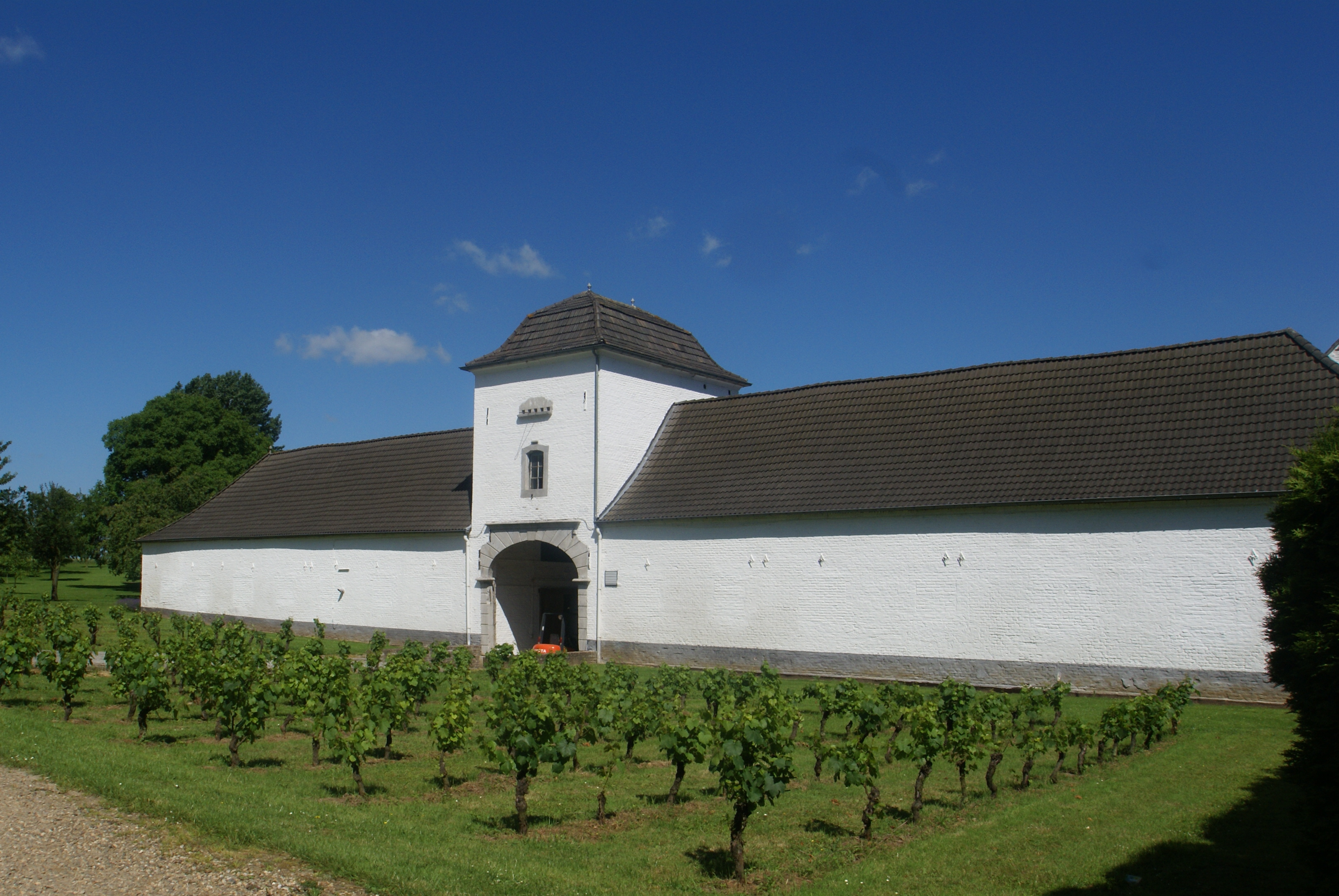
Wijnkasteel Genoels-Elderen in der Herkunftsbezeichnung Haspengouw

Der Weinbau verteilt sich sowohl auf Flandern als auch auf die Wallonie. Da die Wallonie fast ausschließlich französischsprachig ist, lehnt sich die belgische Weingesetzgebung eng an die des Nachbarlands Frankreich an. Belgien verfügt zurzeit über sieben Herkunftsbezeichnungen im Rang einer Appellation d’Origine Contrôlée (kurz AOC). Vier AOC’s befinden sich in Flandern, drei in der Wallonie. Hageland, in der Provinz Flämisch-Brabant zwischen den Städten Aarschot, Tienen und Löwen gelegen, war die erste belgische, dem Weinbau gewidmete Herkunftsbezeichnung. Der niederländischsprachige Begriff Hagelandse wijn wurde durch ein Gesetz vom 9. Juli 1997 geschützt. Im Jahr 2000 folgte mit der AOC Haspengouw die zweite belgische Herkunftsbezeichnung. Zwischen Hasselt, Sint-Truiden, Herk-de-Stad, Herstappe und der niederländischen Grenze gelegen, beherbergt dieses Gebiet den zurzeit größten belgischen Weinbetrieb, das Wijnkasteel Genoels-Elderen.
Im Jahr 2004 wurden die ersten Weinbaugebiete der Wallonie festgelegt. Mit der Herkunftsbezeichnung Côtes de Sambre et Meuse wurde ein geographisch weitläufiges Areal nahe der Flussläufe von Maas, Oise und Sambre festgelegt. Zeitgleich wurde der Landwein Vin de pays des jardins de Wallonie definiert. Dieser Wein kann auf dem gesamten Gebiet der Region Wallonie erzeugt werden.
Im Jahr 2005 folgte in Flandern mit Heuveland eine weitere AOC. Heuvelland beschränkt sich auf die nahe der französischen Grenze gelegenen Orte De Klijte, Dranouter, Kemmel, Loker, Nieuwkerken, Reningelst, Westouter, Wijschate und Wulvergem.
Ergänzt wurden die flämischen Herkunftsbezeichnungen durch den Schaumwein Vlaamse mousserende kwaliteitswijn, der praktisch überall in Flandern erzeugt werden darf. Wegen der sehr allgemeinen Definition des Anbaugebiets dürfen auf dem Etikett noch die folgenden geographischen Präzisionen aufgeführte werden:
- Uit de kuststreek (de la région de la côte), Uit de Westhoek (du Westhoek), Uit Brugge en Ommeland (de la région de Bruges et des environs), Uit de Leiestreek (de la région de la Lys), Uit het Meetjesland (de la région du Meetjesland), Uit de vlaamse Ardennen (des Ardennes flamandes), Uit de Schelde- en Denderstreek (de la région de l’Escaut et de la Dendre), Uit het Waasland (du Pays de Waas), Uit het Pajottenland en Zennevallei (du Pajottenland et de la vallée dela Senne), Uit de Dijlevallei (de la vallée de la Dyle), Uit Antwerpen en de Antwerpse Kempen (d’Anvers et la Campine anversoise), Uit de Limburgse Kempen (de la Campine limbourgeoise), Uit de Mijnstreek (de la région des Mines), Uit het Maasland (de la région de la Meuse), Uit de Voerstreek (de la région des Fourons), Uit de Oost-Brabantse Heuvelstreek (de la région des Collines du Brabant oriental) und Uit de Zuid-Limburgse Fruitstreek (de la région fruitière du Sud Limbourg).[8]

Zeitgleich wurde der Landwein Vlaamse Landwijn (Vin de Pays Flamand) definiert. Dieser Wein kann auf dem gesamten Gebiet der Region Flandern erzeugt werden. Für den Landwein gelten die gleichen Namenszusätze zur Präzisierung der Herkunft wie für den Schaumwein.
Im Jahr 2008 wurden auf wallonischem Gebiet die Schaumweine Crémant de Wallonie sowie Vin mousseux de qualité de Wallonie definiert. Während beim Crémant strengere Kriterien bei der Auswahl der Rebsorten sowie in Bezug auf die maximale Schüttung gelten, darf der Schaumwein unter der Bezeichnung Vin mousseux de qualité de Wallonie durch einen der folgenden Namenszusätze geographisch enger bezeichnet werden:
- Roman Païs, Ardennes brabançonne, Pays de Villers en Brabant wallon, Pays de Waterloo, Pays de Mons, Tournaisis, Pays du centre, Les Terres blanches, Picardie, Botte du Hainaut, Pays de Charleroi, Val de Sambre et Thudinie, Hesbaye-Meuse, Thermes et Coteaux, Pays de Herve, Pays de Liège, Huy-Meuse-Condroz, Vallées de la Burdinale et de la Mehaigne, Basse Meuse, Gaume, Pays de la Semois entre Ardenne et Gaume, Pays d’Arlon, Haute-Meuse dinantaise, Pays de Namur, Sambre-Orneau und Vallées des Eaux vives.

## Rebsorten
Für Weine der flämischen Herkunftsbezeichnung Hageland sind folgende Rebsorten zugelassen:
- Weiße Rebsorten: Auxerrois, Bacchus, Chardonnay, Müller-Thurgau, Kerner, Optima, Ortega, Pinot gris, Riesling, Schönburger, Siegerrebe und Würzer.

- Rote Rebsorten: Domina, Dornfelder, Gamay, Lemberger, Pinot noir.

Für Weine der flämischen Herkunftsbezeichnung Haspengouw gilt:
- Weiße Rebsorten: Auxerrois, Bacchus, Chardonnay, Müller-Thurgau, Kerner, Optima, Ortega, Pinot blanc, Grauburgunder, Riesling, Siegerrebe und Würzer.

- Rote Rebsorten: Dornfelder, Gamay, Pinot noir.

Für Weine der wallonischen Herkunftsbezeichnung Côtes de Sambre et Meuse dürfen folgende Sorten genutzt werden:
- Weiße Rebsorten: Auxerrois, Bronner, Chardonnay, Chasselas, Chenin Blanc, Johanniter, Madeleine Angevine, Merzling, Müller-Thurgau (oder Rivaner, beide Bezeichnungen werden gesondert aufgeführt), Muscat, Ortega, Pinot blanc, Pinot gris, Riesling, Seibel, Siegerrebe, Traminer (oder Gewürztraminer)
- Rote Rebsorten: Gamay, Merlot, Pinot noir, Pinot noir précoce, Regent.

Der Begriff der Seibel-Reben ist wohl irrtümlich sehr allgemein gehalten. Aus dieser riesigen Sortenfamilie ist in Belgien bislang lediglich eine Anpflanzung der Sorte Verdelet bekannt.
Für die Erzeugung von flämischem Qualitätsschaumwein sieht die Gesetzgebung folgende Sorten vor:
- Weiße Rebsorten: Auxerrois, Chardonnay, Pinot blanc, Pinot gris, Riesling.
- Rote Rebsorten: Pinot meunier, Pinot noir.

Zur Erzeugung von wallonischem Qualitätsschaumwein stehen den Winzern folgende Sorten zur Verfügung:
- Weiße Rebsorten: Auxerrois, Chardonnay, Pinot blanc, Pinot gris, Riesling.
- Rote Rebsorten: Pinot meunier, Pinot noir.

Die Auswahl beim Crémant ist hingegen eingeschränkt:
- Weiße Rebsorten: Chardonnay, Pinot blanc.
- Rote Rebsorten: Pinot meunier, Pinot noir.

## Die Geschichte des Weinbaus in Belgien
Im Jahr 1895 veröffentlichte Joseph Halkin die bisher einzige komplette historische Erhebung des belgischen Weinbaus. Demnach wurden die ersten Rebflächen bereits im 9. Jahrhundert angelegt. Die durch Karl den Großen vorangetriebene Christianisierung ging mit der Gründung zahlreicher Klöster einher. Darüber hinaus räumt die Landgüterverordnung Capitulare de villis vel curtis imperii dem Weinbau eine nicht unwichtige Rolle ein. Die Kirchenmänner waren auf die Verfügbarkeit von Messwein angewiesen. Ab dem Jahr 815 existierte im heutigen Gent ein zum Kloster Sank-Peter, gehörender Weinberg. Einhard war dort Laienabt. Nur wenig später teilte der Lütticher Bischof Walkald dem Kloster Saint-Hubert Rebflächen bei Huy und Vivegnis, einem Ortsteil von Oupeye zu.

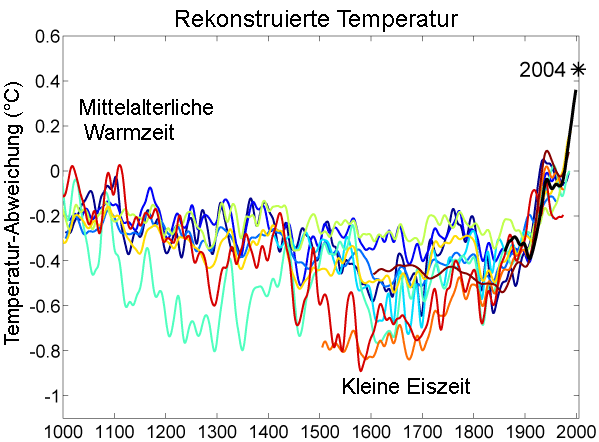
Rekonstruierter Temperaturverlauf der letzten 1000 Jahre nach verschiedenen Quellen

Vom 9. bis in das 14. Jahrhundert herrschte ein vergleichsweise mildes Klima. Diese Periode wird auch Mittelalterliche Warmzeit oder Mittelalterliches Klimaoptimum genannt. Regional und zeitlich versetzt lag die Jahresdurchschnittstemperatur in dieser Zeit um wenige Zehntel- und bis zu 1,0 Grad Celsius höher als gewöhnlich. Durch das warme Klima begünstigt, wuchs die Bevölkerung generell stark an. In ganz Europa blühte der Weinbau. Bedeutende Rebflächen entstanden in der Nähe der Städte, um den lokalen Markt beliefern zu können. Nicht zuletzt aufgrund der Tatsache, dass der Wein wegen seines Alkoholgehaltes oft keimärmer und sauberer als Wasser war, stieg seine Beliebtheit noch weiter.
Im Jahr 1018 beginnt der Anbau von Wein in Wépion bei Namur, 1033 in Profondeville, 1079 in Berlingen bei Wellen, um 1100 bei Löwen, 1151 in Floreffe, 1203 in Anseremme bei Dinant, 1260 in Leffe bei Dinant, 1269 in Brügge, 1286 in Tournai oder auch 1327 in Mons. Im frühen Mittelalter wurde praktisch in allen klimatisch begünstigten Gebieten des heutigen Belgiens Wein angebaut. Als besonders begünstigt stellte sich das Tal der Maas heraus. Die Flächen links der Maas gehörten zur Grafschaft Namur, die orographisch rechts gelegenen dem Hochstift Lüttich.
Trotz der klimatisch günstigen Bedingungen war die Qualität aber nicht immer zufriedenstellend. Aus Unterlagen des Zisterzienserklosters Villers-la-Ville geht hervor, das der Orden versuchte, Wein vom Rhein und der Mosel zu importieren. Die Reise dauerte jedoch fast einen Monat und während des Transports benötigten die Gebinde einen ständigen Unterhalt. Die Option des Ankaufs von Wein erwies sich im 12. Jahrhundert auf dem Landweg als nicht praktikabel.
Im Hoch- und Spätmittelalter wurden die Vorläufer der späteren Provinzen (z. B. Westflandern, Ostflandern, Brabant) unter den burgundischen Herzögen gebildet. Vor allem Philipp der Gute vereinigte weitere Gebiete des heutigen Belgiens (Burgundische Niederlande) durch Erbe oder Kauf. Unter Karl dem Kühnen (Charles le Téméraire) erreichte das Herzogtum Burgund den Zenit seiner Macht.
Die internationale Vernetzung und der Reichtum Flanderns waren die Basis für den Aufstieg Burgunds. Im frühen 15. Jahrhundert kannte der Weinbau auf belgischem Boden eine Blütezeit. Allein in Löwen zählte man im Jahr 1411 23 öffentlich betriebene Weinpressen. Etliche Bauern stellten unter dem Eindruck fallender Getreidepreise ihre Produktion zum Teil auf den Weinbau um. Diese Entwicklung währte jedoch nicht lang. Mit dem wachsenden Einfluss Burgunds wurden die Weine aus der Weinbauregion Burgund vermehrt bis in das Gebiet des heutigen Belgiens importiert. Die feineren Weine dieser Region bedeuteten das Aus vieler lokaler Weinberge. Missernten in den Jahren 1511 bis 1524 sorgten auch dafür, dass  bessere Lagen aufgegeben wurden. Beschleunigt wurde dieser Niedergang durch wirtschaftliche Schwierigkeiten sowie Verwüstungen von Soldaten im Rahmen des ab 1568 herrschenden Achtzigjährigen Kriegs. Außerdem setzte sich das Bier als wichtiges alkoholisches Getränk durch. Zum Brauen des Bieres wurden lange Zeit alle vorhandenen Getreidearten verwendet und bis ins 16. Jahrhundert mit Grut (das sogenannte Grutbier) gewürzt. Bier, das aus regional unterschiedlichen Kräutermischungen hergestellt wurde, war trüb, süßlich, kohlensäurearm und nicht lange haltbar. Im 16. Jahrhundert setzte sich jedoch das Hopfenbier durch. Das Biergeld wurde zu einer der wichtigen Steuerquelle.

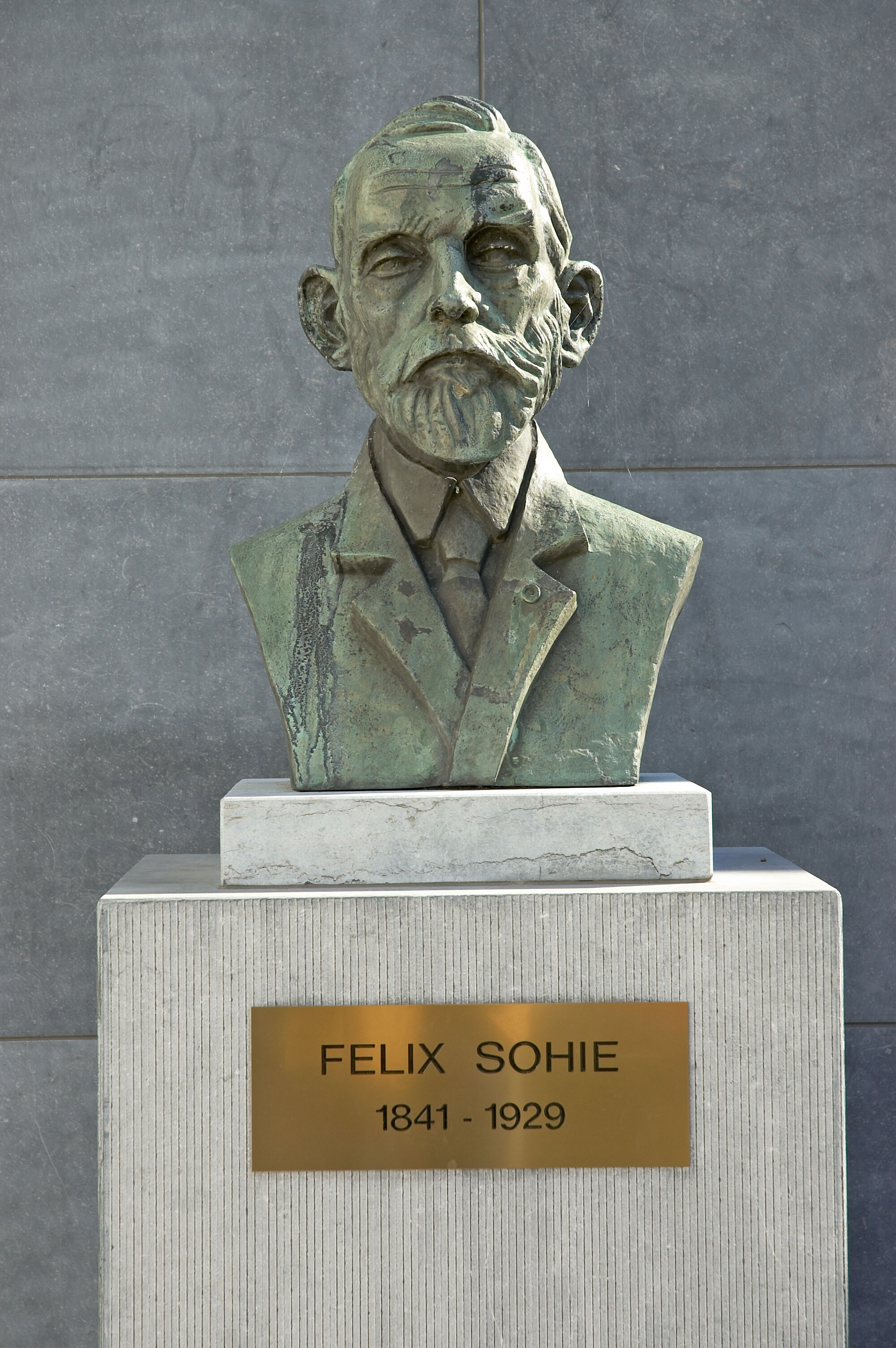
Büste von Felix Sohie in Hoeilaart

In der Folge ist nur wenig zum Weinbau in Belgien bekannt. Erst 16 Jahre nach der Belgischen Revolution erfolgte im Jahr 1846 eine landwirtschaftliche Erhebung des Landes, bei der 166 ha Rebland ermittelt wurden. 144 ha lagen dabei allein in der Provinz Lüttich in unmittelbarer Nähe zur Maas.
Im Jahr 1862 begründete Felix Sohie in Huldenberg die Tradition des Anbaus von Tafeltrauben unter Glas. Bei Baron Theodoor de Baudequin de Peuty auf dessen Kasteel te Huldenberg baute Sohie die ersten Trauben an. Allein im nahe gelegenen Hoeilaart zählte man im Jahr 1910 5.176 und im Jahr 1960 nahezu 35.000 Gewächshäuser. Angebaut wurden hauptsächlich die Sorten Alphonse-Lavallée und Léopold III, die eine Mutation der erstgenannten Sorte ist.

## Das Klima
|                        | Jan  | Feb  | Mär  | Apr  | Mai  | Jun  | Jul  | Aug  | Sep  | Okt  | Nov  | Dez  |   |      |
| Mittl. Temperatur (°C) | 3,2  | 3,6  | 6,5  | 9    | 13,3 | 15,8 | 18   | 18   | 14,8 | 11   | 6,5  | 4,3  | ⌀ | 10,4 |
| Mittl. Tagesmax. (°C)  | 5,6  | 6,5  | 9,9  | 13,1 | 17,7 | 20   | 22,3 | 22,4 | 18,7 | 14,4 | 9,1  | 6,5  | ⌀ | 13,9 |
| Mittl. Tagesmin. (°C)  | 0,8  | 0,6  | 3    | 4,9  | 8,9  | 11,6 | 13,7 | 13,4 | 10,9 | 7,6  | 3,7  | 2    | ⌀ | 6,8  |
|                        |      |      |      |      |      |      |      |      |      |      |      |      |   |      |
| Niederschlag (mm)      | 71,1 | 52,7 | 72,9 | 53,7 | 69,3 | 77,5 | 68,9 | 63,6 | 62,3 | 68,1 | 79,1 | 78,8 | Σ | 818  |

| 0,8 |

| 0,6 |

| 3 |

| 4,9 |

| 8,9 |

| 11,6 |

| 13,7 |

| 13,4 |

| 10,9 |

| 7,6 |

| 3,7 |

| 2 |

| 0,8 |

| 0,6 |

| 3 |

| 4,9 |

| 8,9 |

| 11,6 |

| 13,7 |

| 13,4 |

| 10,9 |

| 7,6 |

| 3,7 |

| 2 |

| N i e d e r s c h l a g | 71,1 | 52,7 | 72,9 | 53,7 | 69,3 | 77,5 | 68,9 | 63,6 | 62,3 | 68,1 | 79,1 | 78,8 |
|                         | Jan  | Feb  | Mär  | Apr  | Mai  | Jun  | Jul  | Aug  | Sep  | Okt  | Nov  | Dez  |